# Программно-технический комплекс
Программно-технические комплексы — это комплекс микропроцессорных средств автоматизации (микропроцессорные контроллеры, устройства связи с объектом УСО), пульты индикации оператора и серверы различного назначения, промышленные сети, позволяющие соединять перечисленные компоненты, программные контроллеры и пульты индикации оператора. PTC в основном предназначены для создания распределенных систем управления процессами с различными информационными возможностями (от десятков сигналов ввода/вывода до сотен тысяч) в самых разных отраслях промышленности.

## Роль и принцип работы
Большую роль в широком распространении ПТК сыграло совершенствование элементарной базы для создания малых и высокоскоростных микроконтроллеров, повышение надежности компьютерных сетей управления, разработка эффективного программного обеспечения для промышленных контроллеров и операционных станций.
Заложенные при разработке ПТК принципы определения типа, унификации и агрегатирования позволяют добиться полной совместимости всех элементов комплекса, в том числе контроллеров, дисплеев консолей оператора, интерфейсов и протоколов обмена сетевыми и другими, такой подход позволяет значительно сократить время на проектирование и установку кулачка, ввод в эксплуатацию работ.

## Классификация ПТК
Все ПТК с универсальным микропроцессором делятся на классы, каждый из которых рассчитан на определённый набор выполняемых функций и соответствующий объём полученной и обработанной информации об объекте управления.
1. Контроллер на основе персонального компьютера (ПК) Контроллеры на базе ПК обычно используются для управления небольшими закрытыми объектами в промышленности, в специализированных системах автоматизации медицины, научных лабораториях, средствах связи. Общее количество входов / выходов такого контроллера обычно не превышает нескольких десятков, а набор функций обеспечивает сложную обработку измерительной информации с расчетом нескольких управляющих эффектов.
2. Локальные контроллеры (PLC) Делятся на встроенные и автономные. Контроллеры данного класса обычно имеют низкую или среднюю вычислительную мощность. Мощность является сложной характеристикой, в зависимости от количества бит и частоты процессора, а также объёма оперативной и постоянной памяти. Локальные контроллеры чаще всего имеют десятки операций ввода-вывода от датчиков и приводов, но есть модели контроллеров, которые поддерживают более ста операций ввода-вывода. Контроллеры реализуют простейшие типичные функции для обработки информации о измерениях, блокировок, регулирования и программного логического управления. Многие из них имеют один или несколько физических портов для передачи информации в другие системы автоматизации.
3. Комплексный сетевой контроллер (ПЛК, сеть). Сети PTC наиболее широко используются для управления производственными процессами во всех отраслях промышленности. Минимальный состав данного класса PTC предполагает наличие следующих компонентов:
  1. набор контроллеров;
  2. несколько рабочих станций отображения операторов;
  3. системная (промышленная) сеть, соединяющая контроллеры между собой и контроллерами с рабочими станциями.
4. Распределенные маломасштабные системы управления (DCS, SMOLLER Scale). Этот класс PTC с микропроцессором превосходит большинство комплексов сетевых контроллеров по мощности и сложности выполняемых функций. В целом этот класс имеет ещё ряд ограничений по объёму автоматизированного производства (около десятка тысяч контролируемых параметров) и набор реализованных функций. Основные отличия от предыдущего класса: несколько большее разнообразие модификаций контроллеров, блоков ввода-вывода, большая мощность центральных процессоров, более совершенная и гибкая сетевая структура. Как правило, PTC этого класса имеет развитую многоуровневую сетевую структуру. Таким образом, нижний уровень может взаимодействовать между контроллерами и рабочей станцией компактно расположенного узла процесса, а верхний-между несколькими узлами друг с другом и рабочей станцией менеджера всего автоматизированного производственного узла. На верхнем уровне (уровне рабочих станций операторов) эти комплексы, по большей части, имеют достаточно развитую информационную сеть.[2]